# 1941 w filmie
Wydarzenia filmowe w 1941 roku.

## Wydarzenia
- 1 sierpnia – Senat Stanów Zjednoczonych powołał podkomisję ds. kontroli amerykańskiego przemysłu filmowego. Jej powstanie było reakcją republikanów na nieodpowiedzialne „podżeganie do wojny” w takich flmach jak Dyktator Charlie Chaplina. Podkomisję rozwiązano w 6 tygodni po ataku na Pearl Harbor.

## Premiery

### Filmy polskie
- 31 stycznia - Przez łzy do szczęścia
- 28 lutego - Żona i nie żona
- 23 grudnia - Ja tu rządzę

### Filmy zagraniczne
- Obywatel Kane – reż. Orson Welles
- Sokół maltański – reż. John Huston (Humphrey Bogart)
- Potwór i dziewczyna – reż. Stuart Heisler
- Bohdan Chmielnicki – reż. Igor Sawczenko
- Podejrzenie   – reż. Alfred Hitchcock
- Droga do Zanzibaru – reż. Victor Schertzinger (Bing Crosby, Bob Hope, Dorothy Lamour, Una Merkel)
- Birth of the Blues – reż. Victor Schertzinger (Bing Crosby, Mary Martin, Brian Donlevy)
- Robaczkowo  – reż. Dave Fleischer

## Nagrody filmowe
- Oskary
  - Najlepszy film – Zielona dolina
  - Najlepszy aktor – Gary Cooper (Sierżant York)
  - Najlepsza aktorka – Joan Fontaine (Podejrzenie)
  - Wszystkie kategorie: Oskary w roku 1941

## Urodzili się
- 5 stycznia – Hayao Miyazaki, japoński reżyser
- 6 stycznia – Aleksander Bednarz, polski aktor (zm. 2013)
- 14 stycznia – Faye Dunaway, amerykańska aktorka
- 8 lutego – Nick Nolte, amerykański aktor
- 9 lutego – Kazimierz Kaczor, polski aktor
- 10 lutego – Michael Apted, angielski reżyser (zm. 2021)
- 25 lutego – Feliks Falk, polski reżyser
- 27 lutego – Charlotte Stewart, amerykańska aktorka
- 4 marca – John Aprea – amerykański aktor, komik i producent filmowy (zm. 2024)
- 8 marca – Krystyna Konarska, polska piosenkarka i aktorka (zm. 2021)
- 14 marca – Wolfgang Petersen, niemiecki reżyser (zm. 2022)
- 26 marca – Andrzej Barszczyński, polski operator, reżyser i scenarzysta filmowy
- 2 kwietnia
  - Jana Andresíková, czeska aktorka (zm. 2020)
  - Andrzej Barański, polski reżyser i scenarzysta filmowy
- 14 kwietnia
  - Julie Christie, brytyjska aktorka
  - Pola Raksa, polska aktorka
- 20 kwietnia – Ryan O’Neal, amerykański aktor (zm. 2023)
- 28 kwietnia – Ann-Margret, amerykańska aktorka
- 5 czerwca – Barbara Brylska, polska aktorka
- 27 czerwca – Krzysztof Kieślowski, polski reżyser (zm. 1996)
- 27 lipca – Halina Kowalska, polska aktorka
- 2 września – Stefan Friedmann, polski aktor
- 10 października – Peter Coyote, amerykański aktor
- 18 listopada – David Hemmings, angielski aktor i reżyser (zm. 2003)
- 28 listopada – Laura Antonelli, włoska aktorka (zm. 2015)
- 9 grudnia – Beau Bridges, amerykański aktor
- 31 grudnia – Sarah Miles, brytyjska aktorka

## Zmarli
- 7 marca – Igo Sym, polski aktor
- 29 lipca – James Stephenson, brytyjski aktor
- Italia Almirante Manzini – włoska aktorka